# Liste der Kulturdenkmäler in Udler
In der Liste der Kulturdenkmäler in Udler sind alle Kulturdenkmäler der rheinland-pfälzischen Ortsgemeinde Udler aufgeführt. Grundlage ist die Denkmalliste des Landes Rheinland-Pfalz (Stand: 17. Juli 2023).

## Einzeldenkmäler
| Bezeichnung         | Lage                             | Baujahr                   | Beschreibung                                                                                         | Bild            |
| ------------------- | -------------------------------- | ------------------------- | --- | --------------- |
| Friedhofskapelle    | Hauptstraße 25 Lage              |                           | ehemalige katholische Filialkirche St. Stephan; spätmittelalterlicher Chorturm, Schiff 1734 erneuert | Fotos hochladen |
| Wohnhaus            | Schalkenmehrener Straße 6/8 Lage | 1751                      | Wohnhaus, angeblich von 1751                                                                         | BW              |
| ehemaliges Backhaus | Schalkenmehrener Straße 15 Lage  | Ende des 19. Jahrhunderts | ehemaliges Backhaus; eingeschossiger Putzbau, Ende des 19. Jahrhunderts                              | BW              |